# Ramsey County, Minnesota
Ramsey County är ett county i den amerikanska delstaten Minnesota. Enligt statistik från år 2010 bor 508 640 människor där. Den administrativa huvudorten (county seat) är Saint Paul, som även är huvudstad i delstaten.

## Politik
Ramsey County röstar i regel på demokraterna. Demokraternas kandidat har vunnit countyt i samtliga presidentval sedan valet 1928.

## Geografi
Enligt United States Census Bureau har countyt en total area på 441 km². 403 km² av den arean är land och 37 km² är vatten.      

### Städer i Ramsey County
- Arden Hills
- Falcon Heights
- Gem Lake
- Lauderdale
- Little Canada
- Maplewood
- Mounds View
- New Brighton
- North Oaks
- North St. Paul
- Roseville
- Shoreview
- Saint Paul
- Vadnais Heights
- White Bear Lake
- White Bear Township